# Aloys von Liechtenstein
Aloys František z Lichtenštejna (německy Aloys Franz Prinz von und zu Liechtenstein, 18. listopadu 1846, Vídeň – 25. března 1920 tamtéž) byl rakouský šlechtic z rodu Lichtenštejnů a rakousko-uherský, respektive předlitavský konzervativní politik, zastánce sociálních reforem, později předák Křesťansko-sociální strany. Pro své zlepšení podmínek dělnictva byl nazýván Rudým princem (Roter Prinz).

## Život

### Rodina
Pocházel z vlivné a rozvětvené šlechtické rodiny Lichtenštejnů. Jeho otec byl František de Paula z Lichtenštejna (1802–1887) a matka Julia Potocki (1818–1895). Jeho bratr byl politik Alfréd z Lichtenštejna (1842–1907). Jeho bratranec byl panující kníže Jan II. (1840–1929).
Poprvé se oženil 27. června 1872 v Londýně s anglickou hraběnkou Marií Henrietou Adelaide Foxovou (21. prosince 1850, Paříž – zámek Burgstall, Štýrsko, 26. prosince 1878), adoptovanou dcerou Henryho Edwarda Foxe, 4. barona Hollanda, s níž měl čtyři dcery:
1. Sofie Marie Josefa (29. března 1873, Berlín – 2. března 1947, Štýrský Hradec), vdaná od 31. července 1897 ve Štýrském Hradci za Františka Ürményiho d'Ürmény (14. ledna 1863, Ürmény – 20. února 1934, Baden u Vídně), bez dětí
2. Julie Markéta Marie (20. července 1874, zámek Burgstall – 3. července 1950, Mayerling), neprovdaná a bezdětná
3. Henrieta Marie Josefa (6. července 1875, zámek Burgstall – 21. dubna 1958, Pertelstein), neprovdaná a bezdětná
4. Marie Johana Františka (21. srpna 1877, zámek Burgstall – 11. ledna 1939, Vídeň), vdaná od 7. června 1902 ve Vídni za Františka z Merana a Brandhofenu (5. října 1868, Štýrský Hradec – 10. listopadu 1949, Bad Aussee)
Princ Aloys z Lichtenštejna v roce 1878 ovdověl. Znovu se oženil a jeho ženou se stala 30. května 1890 Hanna, dcera dvorního stříbrníka Josefa Carla Klinkosche; toto manželství bylo bezdětné. Hanna z Lichtenštejna (* 1848) zemřela 31. ledna 1925 ve svém bydlišti v Badenu u Vídně a je pohřbena na Badenském hřbitově Svaté Heleny.

### Mládí, studium a diplomatická kariéra
Vystudoval práva na Vídeňské univerzitě. Roku 1868 nastoupil do Rakousko-uherské armády, ale již následujícího roku se stal diplomatem. Od roku 1870 pracoval na vyslanectví v Mnichově. V roce 1871 byl přesunut na diplomatickou misi do Londýna. Zde se poprvé setkal se sociální otázkou a navázal kontakty s křesťanskými sociálními reformátory. Od roku 1872 pak působil jako diplomat v Berlíně. Zde ho ovlivnilo téma sporu církve a státu v tehdejším Německém císařství. Svou diplomatickou službu ukončil roku 1873 jako legační tajemník.

### Nástup do politiky
Následně se věnoval veřejnému a politickému životu v Rakousku-Uhersku. Navázal kontakt se sociálním reformátorem Karlem von Vogelsangem (1818–1890) a angažoval se v katolickém hnutí.
V roce 1878 dodatečně nastoupil do Říšské rady (celostátní zákonodárný sbor), kde reprezentoval velkostatkářskou kurii v Salcbursku. Poslanecký slib složil 22. října 1878. V parlamentu se rychle stal jedním z předáků německorakouské konzervativní pravice. Na sjezdu konzervativců v Linci roku 1880 podporoval sjednocení pravice, která pak po následující dekádu tvořila silnou provládní složku v rámci takzvaného železného kruhu pravice (vláda Eduarda Taaffeho). Mandát obhájil ve volbách do Říšské rady roku 1879, kdy byl tentokrát zvolen za kurii venkovských obcí ve Štýrsku, obvod Hartberg, Weiz atd.
V Říšské radě spolu s ním zasedal i jeho bratr Alfred z Lichtenštejna. Oba v listopadu 1881 utvořili sněmovní frakci nazvanou Liechtensteinův klub (oficiálně Klub středu), která podobně jako Hohenwartův klub působila na konzervativní pravici, ale měla více katolické, centristické, sociálně reformní zabarvení.
Odmítl zároveň návrhy sociálních demokratů na spojení, třebaže si i nadále udržoval kontakty s představiteli socialistického dělnického hnutí. Jako vlivný provládní politik se zasadil o sociální legislativu zaměřenou na zlepšení životních a pracovních podmínek dělnictva. Byl proto nazýván Rudým princem (Roter Prinz). Stále pokračoval v poslanecké dráze. Zvolen byl i ve volbách do Říšské rady roku 1885 (za týž volební obvod a kurii ve Štýrsku jako v předchozím funkčním období.

### Přestup ke křesťanským sociálům
Stále si udržoval své katolické, konzervativní hodnoty v duchu papeže Lva XIII. (1810–1903). V roce 1888 navrhl školskou reformu, která obnovovala konfesijní charakter předlitavského školství a částečně revidovala liberální reformy z 60. a 70. let. Čelil za to kritice levice. V souvislosti s touto polemikou prodělal politický posun. Na schůzi Říšské rady 3. prosince 1889 oznámil rezignaci na poslanecký mandát. Do Říšské rady se pak vrátil ve volbách roku 1891, nyní ovšem nikoliv za alpské konzervativní volební obvody, nýbrž za městskou kurii ve Vídni (XVI. – XIX. městský okres). Zároveň přestoupil k rodící se Křesťansko-sociální straně Karla Luegera (1844–1910), která byla antisemitsky a populisticky orientovaná, ale zároveň kombinovala katolické hodnoty se sociálním reformismem. Patřil mezi několik prvních poslanců této nové politické formace, jejíž vliv v následujícím období rostl. V roce 1896 byl za tuto stranu rovněž zvolen do Dolnorakouského zemského sněmu (od roku 1906 zde zastával post zemského maršálka, předsedy zemského sněmu). Na Říšské radě obhájil za křesťanské sociály post ve volbách roku 1897 (městská kurie, XVI.–XIX. vídeňský okres) a poslancem zůstal za stejný volební obvod i po volbách roku 1901.
Na počátku 20. století patřil spolu s Karlem Luegerem a Albertem Gessmannem k hlavním politikům Křesťansko-sociální strany a strůjcům jejích mimořádných volebních úspěchů. Výrazně se to projevilo při volbách do Říšské rady roku 1907, po nichž křesťanští sociálové uzavřeli dohodu s německorakouskými klerikály a vznikl tak jednoznačně nejsilnější parlamentní klub. Aloys z Lichtenštejna jako dlouhodobý zastánce integrace katolických sil tento vývoj aktivně podporoval a dokonce zamýšlel vybudovat nadnárodní celorakouskou stranu tohoto typu, která by zahrnula i podobně smýšlející voliče neněmeckých etnik. Úspěch katolického tábora roku 1907 byl významný i vzhledem k faktu, že šlo o první volby podle všeobecného a rovného volebního práva (bez kurií a váženého voličského hlasu). Sám Aloys z Lichtenštejna byl v těchto volbách opětovně zvolen (za 29. volební obvod v Dolních Rakousích) a usedl pak v jednotném parlamentním klubu Křesťansko-sociální sjednocení. Na Říšské radě zasedal až do konce funkčního období, tedy do roku 1911.
Když roku 1910 zemřel Karl Lueger, stal se Aloys z Lichtenštejna novým předsedou Křesťansko-sociální strany. Ve volbách do Říšské rady roku 1911 ale strana neuspěla a Lichtenštejn neobhájil poslanecký mandát. Roku 1911 byl povolán do Panské sněmovny (jmenovaná horní komora Říšské rady), ale z důvodu onemocnění se stále více stahoval do pozadí.

### Závěr života
Během první světové války zastával bezpodmínečně vlastenecké, prohabsburské a provládní stanovisko. Snažil se o založení nového politického listu Die Monarchie (později Das Neue Reich). Koncem války rezignoval na předsednický post ve straně i na pozici zemského maršálka v Dolních Rakousích.
Zemřel ve Vídni roku 1920. Je pochován v čestném hrobu na Vídeňském ústředním hřbitově (skupina 32 A, číslo 54).

## Dílo
- Über Interessenvertretung im Staat. 1877 (O zastoupení zájmů v státě)
- Die soziale Frage. 1877 (Sociální otázka)
- Österreich-Ungarns äußere Politik. 1916 (Zahraniční politika Rakouska-Uherska)
- Österreichs neue politische Organisation. 1916 (Nové politické uspořádání Rakouska)

+ četné články v časopisech